# Liste der Kulturdenkmäler in Freimersheim (Pfalz)
In der Liste der Kulturdenkmäler in Freimersheim (Pfalz) sind alle Kulturdenkmäler der rheinland-pfälzischen Ortsgemeinde Freimersheim (Pfalz) aufgeführt. Grundlage ist die Denkmalliste des Landes Rheinland-Pfalz (Stand: 14. August 2023).

## Einzeldenkmäler
| Bezeichnung                                    | Lage                               | Baujahr                           | Beschreibung | Bild                           |
| ---------------------------------------------- | ---------------------------------- | --------------------------------- | --- | ------------------------------ |
| Katholische Kirche zum Heiligen Altarsakrament | Ackergasse 1 Lage                  | 1900                              | romanisierender Sandsteinquaderbau, bezeichnet 1900, Architekt Wilhelm Schulte I., Neustadt an der Weinstraße                                    | weitere Bilder Fotos hochladen |
| Hofanlage                                      | Burgstraße 6 Lage                  | erste Hälfte des 19. Jahrhunderts | Dreiseithof, erste Hälfte des 19. Jahrhunderts                                                                                                   | Fotos hochladen                |
| Grabmäler                                      | Hauptstraße, auf dem Friedhof Lage | ab 1902                           | Grabmäler: E. Schreieck, um 1904 (Bild); H. Tischer, Fotomedaillon, um 1904 (Bild); Doppelgrabmal P. Trieb I und P. Trieb III, um 1902/03 (Bild) | Fotos hochladen                |
| Torpfosten                                     | Hauptstraße, bei Nr. 15 Lage       | 1561                              | Hoftorpfosten, Sandstein, bezeichnet 1561 (Bild)                                                                                                 | Fotos hochladen                |
| Protestantische Pfarrkirche                    | Hauptstraße 38 Lage                | ab dem 13. Jahrhundert            | ehemals St. Martin; spätbarocker Saalbau, 1753, Westturm 13. Jahrhundert, Obergeschoss barock verändert, bezeichnet 1753                         | weitere Bilder Fotos hochladen |
| Kriegerdenkmal                                 | Hauptstraße, bei Nr. 38 Lage       | 1920er Jahre                      | Kriegerdenkmal 1914/18, Kunststein, 1920er Jahre                                                                                                 | Fotos hochladen                |
| Protestantisches Pfarrhaus                     | Hauptstraße 42 Lage                | 1742                              | ehemaliges protestantisches Pfarrhaus; barocker Walmdachbau, bezeichnet 1742                                                                     | Fotos hochladen                |
| Hofpforte                                      | Hauptstraße, bei Nr. 45 Lage       | 1564                              | Hofpforte, bezeichnet 1564 | Fotos hochladen                |
| Torbogen                                       | Hauptstraße, an Nr. 67/67a Lage    | 1621                              | Renaissance-Torbogen, bezeichnet 1621 (Bild), Pforte bezeichnet 1885                                                                             | Fotos hochladen                |
| Wohnhaus                                       | Hauptstraße 86 Lage                | 18. Jahrhundert                   | barockes Fachwerkwohnhaus, teilweise massiv, 18. Jahrhundert                                                                                     | Fotos hochladen                |
| Wohnhaus                                       | Hauptstraße 88 Lage                | 18. Jahrhundert                   | eingeschossiges barockes Fachwerkwohnhaus, 18. Jahrhundert                                                                                       | Fotos hochladen                |

## Ehemalige Kulturdenkmäler
| Bezeichnung | Lage                | Baujahr                    | Beschreibung                                                                                            | Bild            |
| ----------- | ------------------- | -------------------------- | --- | --------------- |
| Hofanlage   | Hauptstraße 89 Lage | Mitte des 19. Jahrhunderts | Hakenhof; eingeschossiges Fachwerkhaus, verputzt, Mitte des 19. Jahrhunderts; aus Denkmalliste gelöscht | Fotos hochladen |